# Endophthora pallacopis
Endophthora pallacopis är en fjärilsart som beskrevs av Edward Meyrick 1918. Endophthora pallacopis ingår i släktet Endophthora och familjen äkta malar. Inga underarter finns listade i Catalogue of Life.